# 湖南路 (合肥)
湖南路，安徽省合肥市滨湖新区的一条南北向城市次干道，得名自湖南省。道路北起云谷路，南至珠江路。沿路有湖南路幼儿园、合肥市第四十八中学教育集团嘉陵江路中学、合肥师范附小教育集团万慈小学、滨湖晨星幼儿园等。

## 轨道交通
- █ 1号线：丙子铺站